# Сейлем (Айова)
Сейлем (англ. Salem) — місто (англ. city) в США, в окрузі Генрі штату Айова. Населення — 394 особи (2020).

## Географія
Сейлем розташований за координатами 40°51′8″ пн. ш. 91°37′14″ зх. д. / 40.85222° пн. ш. 91.62056° зх. д. (40.852170, -91.620660).  За даними Бюро перепису населення США в 2010 році місто мало площу 1,59 км², з яких 1,58 км² — суходіл та 0,01 км² — водойми.

## Демографія
Згідно з переписом 2010 року, у місті мешкали 383 особи в 176 домогосподарствах у складі 105 родин. Густота населення становила 241 особа/км².  Було 196 помешкань (123/км²).
Расовий склад населення:
| - 97,1 % — білих - 0,8 % — азіатів - 0,5 % — чорних або афроамериканців - 0,3 % — корінних американців |

До двох чи більше рас належало 1,3 %. Частка іспаномовних становила 2,6 % від усіх жителів.
За віковим діапазоном населення розподілялося таким чином: 21,4 % — особи молодші 18 років, 59,5 % — особи у віці 18—64 років, 19,1 % — особи у віці 65 років та старші. Медіана віку мешканця становила 44,6 року. На 100 осіб жіночої статі у місті припадало 79,0 чоловіків;  на 100 жінок у віці від 18 років та старших — 76,0 чоловіків також старших 18 років.
Середній дохід на одне домашнє господарство  становив 37 960 доларів США (медіана — 33 182), а середній дохід на одну сім'ю — 48 184 долари (медіана — 44 250). Медіана доходів становила 41 250 доларів для чоловіків та 28 750 доларів для жінок. За межею бідності перебувало 19,5 % осіб, у тому числі 29,1 % дітей у віці до 18 років та 9,3 % осіб у віці 65 років та старших.
Цивільне працевлаштоване населення становило 179 осіб. Основні галузі зайнятості: виробництво — 29,1 %, освіта, охорона здоров'я та соціальна допомога — 19,0 %, транспорт — 7,3 %, роздрібна торгівля — 6,7 %.